# Coltrane's Sound
Pour les articles homonymes, voir Coltrane et Sound.
Albums de John Coltrane
Coltrane Plays the Blues
(1960) Olé Coltrane
(1961)
Coltrane's Sound est un album de jazz de John Coltrane, enregistré chez Atlantic Records par Tom Dowd lors des séances d'octobre 1960.

## Historique
L'album est enregistré les 24 et 26 octobre 1960 aux studios Atlantic de New York, par le quartet de John Coltrane au saxophone ténor et saxophone soprano, avec McCoy Tyner au piano, Steve Davis à la contrebasse, et Elvin Jones à la batterie. Il s'agit du troisième enregistrement de Tyner avec Coltrane, et du deuxième pour Elvin Jones,.
L'album est enregistré lors des sessions qui aboutiront également à My Favorite Things et Coltrane Plays the Blues. Coltrane's Sound est représentatif du style du saxophoniste au début des années 1960.
À la suite du départ de Coltrane d'Atlantic Records vers Impulse!, l'album n'a été publié qu'en 1964, au moment où le saxophoniste commence à explorer les territoires du free jazz,.
Le titre Equinox, un blues en mineur, est devenu un véritable standard au fil des années : Pharoah Sanders l'a repris sur Oh Lord, Let Me Do No Wrong, Roy Haynes sur Homecoming, James Carter sur Jurassic Classics, David Murray sur Tenors, Kenny Garrett sur Pursuance: The Music of John Coltrane (qui reprend Liberia du même album). Ce titre montre le penchant de Coltrane pour les improvisations en mineur, qu'il ne cessera d'approfondir par la suite, y compris dans le blues, pourtant très majoritairement en majeur dans le be bop.

## Titres
Face 1
| No | Titre                         | Musique                      | Durée |
| -- | ----------------------------- | ---------------------------- | ----- |
| 1. | The Night Has a Thousand Eyes | Jerry Brainin, Buddy Bernier | 6:42  |
| 2. | Central Park West             | John Coltrane                | 4:12  |
| 3. | Liberia                       | John Coltrane                | 6:49  |

Face 2
| No | Titre         | Musique                                               | Durée |
| -- | ------------- | ----------------------------------------------------- | ----- |
| 4. | Body and Soul | Edward Heyman, Robert Sour, Frank Eyton, Johnny Green | 5:35  |
| 5. | Equinox       | John Coltrane                                         | 8:33  |
| 6. | Satellite     | John Coltrane                                         | 5:49  |

La réédition en CD présente deux plages supplémentaires :
| No | Titre                          | Musique                                               | Durée |
| -- | ------------------------------ | ----------------------------------------------------- | ----- |
| 7. | 26-2                           | John Coltrane                                         | 6:12  |
| 8. | Body and Soul (alternate take) | Edward Heyman, Robert Sour, Frank Eyton, Johnny Green | 5:57  |

## Personnel
- John Coltrane : saxophone ténor, saxophone soprano
- McCoy Tyner : piano
- Steve Davis : contrebasse
- Elvin Jones : batterie